# Hoplocryptus besseianus
Hoplocryptus besseianus är en stekelart som först beskrevs av André Seyrig 1926.
Hoplocryptus besseianus ingår i släktet Hoplocryptus och familjen brokparasitsteklar. Inga underarter finns listade i Catalogue of Life.